# 巴迪·布拉特纳
罗伯特·加内特·“巴迪”·布拉特纳（英語：Robert Garnett "Buddy" Blattner，1920年2月8日—2009年9月4日），美国乒乓球和棒球运动员、电视体育节目主持人。他曾获得3枚世界乒乓球锦标赛金牌。